# Julien Louis Geoffroy
Julien Louis Geoffroy, född 1743 och död 27 februari 1814, var en fransk teaterkritiker.
Geoffroy var tidigare professor i vältalighet och ivrig motståndare till upplysningsfilosofin. Han vistades under revolutionen utomlands, men återkom 1800 och gjorde sig i strängt klasicistisk anda känd som hänsynslös och inte helt omutbar teaterkritiker i Journal de l'empire. Geoffroys recensioner utkom 1819-1820 under titeln Cours de littérature dramatique.

## Fotnoter
1. 1 2  Bibliothèque nationale de France, BnF Catalogue général : öppen dataplattform, id-nummer i Frankrikes nationalbiblioteks katalog: 12420376m, läst: 10 oktober 2015.[källa från Wikidata]